# Русенгорд
Русенгорд (швед. Rosengård) — житловий район в м. Мальме (Швеція, лен Сконе).

## Історія
Будинки Русенгорда були побудовані наприкінці 60-х — початку 70-х років XX ст. Будівництво Русенгорда було частиною так званої «Програми мільйона», за допомогою якої шведська влада намагалася вирішити проблему браку житла, для чого передбачалося побудувати мільйон квартир.

## Демографія

### Населення
Населення на 2004 рік — 21526 осіб. З них 59% народилися за межами Швеції, а ще 25% є іммігрантами другого покоління. Сумарний відсоток іммігрантів становить 84% (приблизно 18 000). З них косовари (албанці) — 5231, іракці — 3235, ліванці — 2696, боснійці — 1654, поляки — 543, інші — 4641.
| Народ              | Чисельність, тисяч | %    |
| ------------------ | ------------------ | ---- |
| Косовари (албанці) |                    | 24,3 |
| Шведи              |                    | 16,2 |
| Іракці             |                    | 15,0 |
| Ліванці            |                    | 12,5 |
| Боснійці           |                    | 7,7  |
| Поляки             |                    | 2,5  |
| Інші               |                    | 21,8 |
| Всього             |                    | 100  |

Через високий природний приріст населення серед іммігрантів і відтоку шведського населення з району відсоток шведів неухильно скорочується. Близько 1/3 населення молодше вісімнадцяти років.

### Мови
Попри те, що шведи складають лише близько 16% населення, шведська мова — головна мова в районі, так як вона є єдиною мовою міжнаціонального спілкування. Також поширені арабська, албанська, боснійська і інші мови.

## Соціальні умови
Всього близько 38% працездатного населення (20-64 років) району мають роботу. Близько 80% отримують ту чи іншу форму допомоги. Більше 30% випускників середніх шкіл мають атестат, який не відповідає шведським вимогам.

## Відомі уродженці
- Златан Ібрагімович (р. 1981), футболіст.